# الجيش الملكي التايلاندي
الجيش الملكي التايلاندي (بالتايلاندية: กองทัพบกไทย) هو الجيش المسؤول عن مملكة تايلاند وحماية سيادتها وهو أقدم وأكبر فرع من القوات المسلحة الملكية التايلاندية، تشكل الجيش في عام 1874م ويضم اليوم 190,000 (2010) جندي 

## الفروع
ينقسم الجيش الملكي التايلاندي إلى الفروع التالية :
- المركز الرئيسي ومقره في بانكوك والمسؤول عن محافظات البلاد الغربية والوسطى بما فيها العاصمة.
- المركز الثاني ومقره في ناخون راتشاسيما ومسؤول عن الربع الشمالي الشرقي.
- المركز الثالث ومقره في قيتسانولوك وهو المسؤول عن الاجزاء الشمالية والغربية للمملكة.
- المركز الرابع ومقره في ناخون سي ثامارات وهو المسؤول عن الجنوب التايلاندي.

## الحجم العسكري للجيش

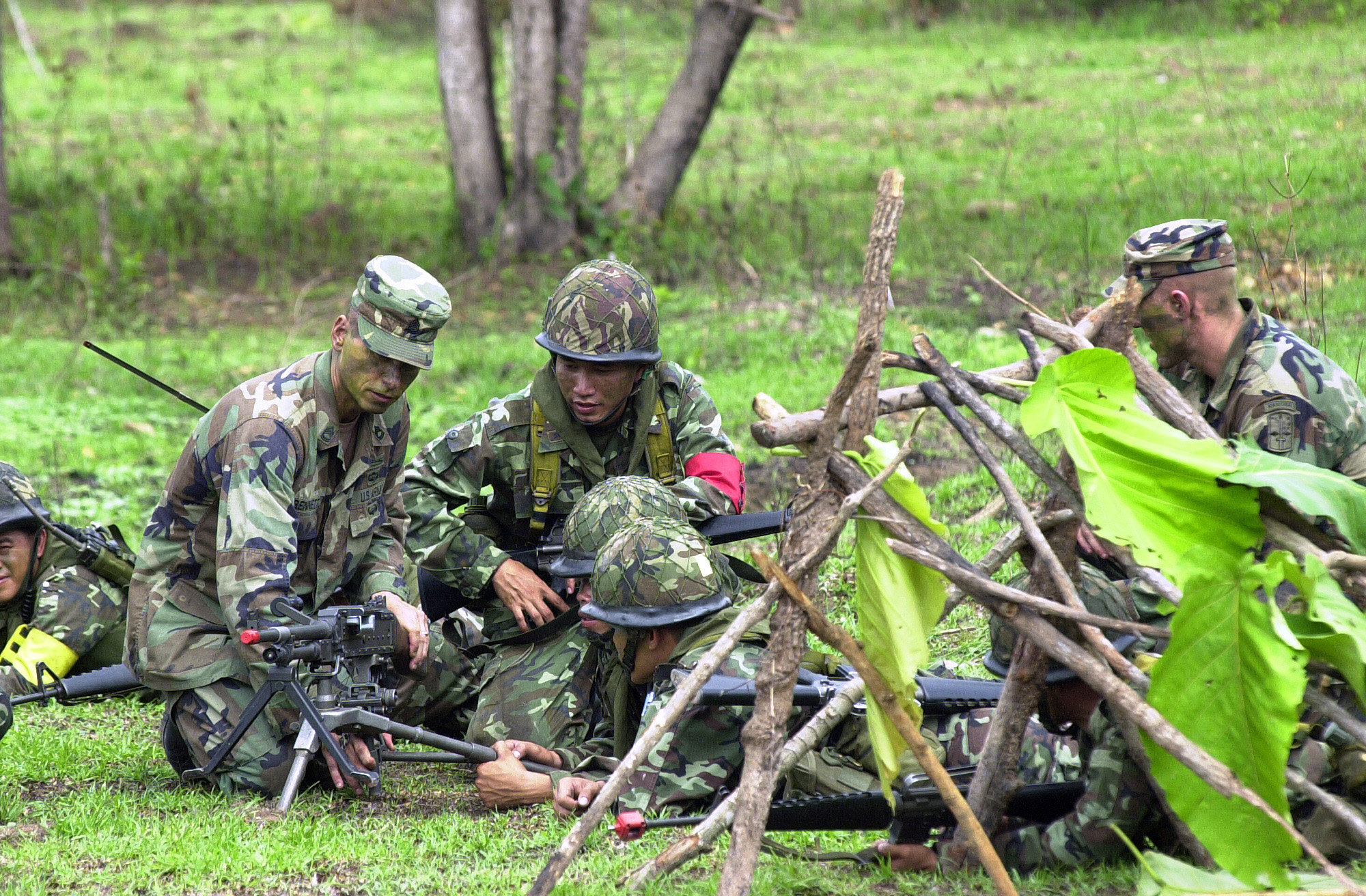
جنود تايلانديون يشاركون في تدريبات مشتركة معا الجيش الأمريكي في عام 2001م.

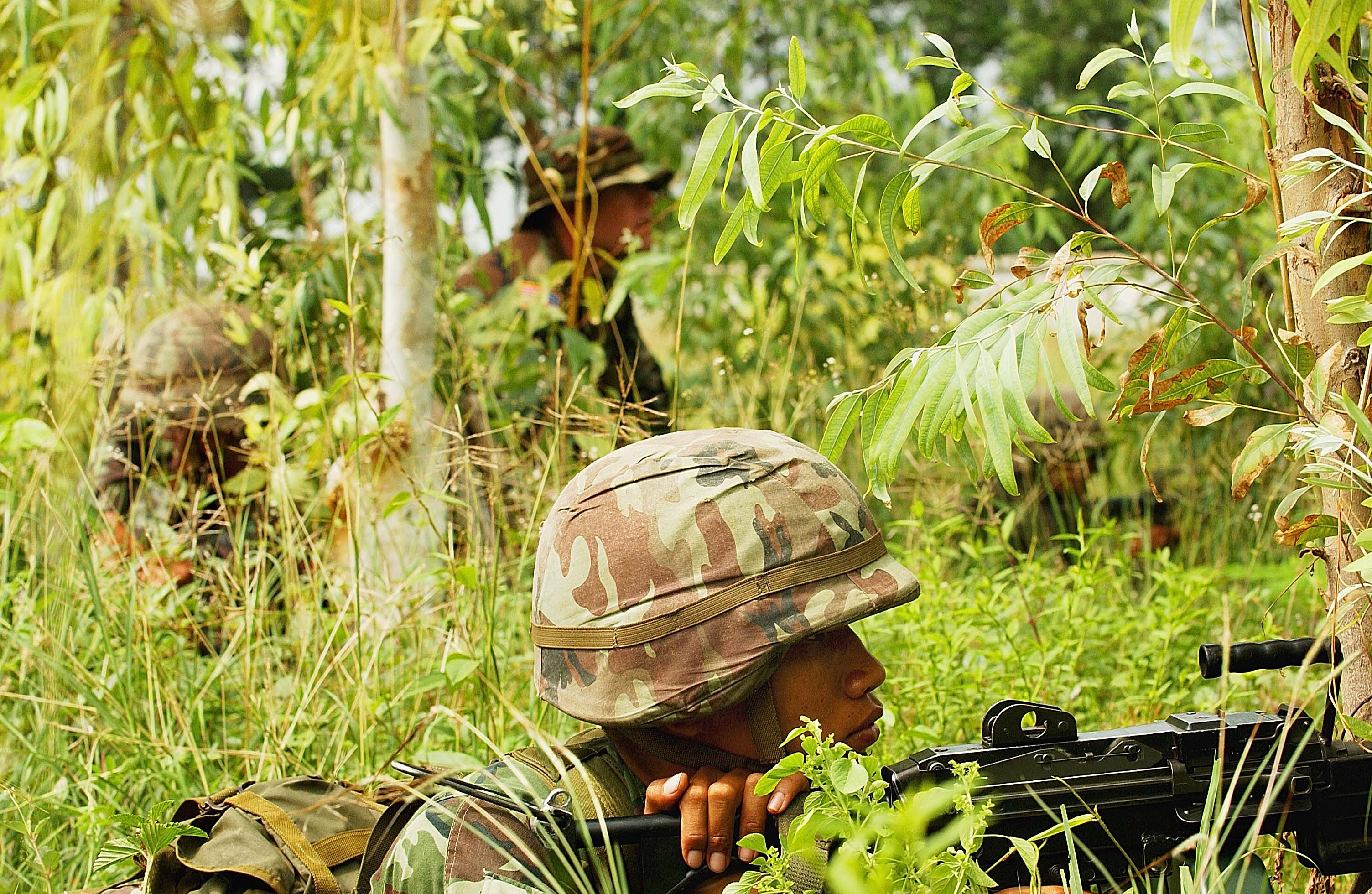
جنود تايلانديون في مناورات تكتيكية خلال تمرين كوبرا جولد 2006م.

- 7 فرق مشاة
- 1 فرقة مدرعة
- 1 فرقة الفرسان
- 2 القوات الخاصة الانقسامات
- 1شعبة مدفعية الميدان
- 1مدفعية الدفاع الجوي شعبة